# Catacraerus kolbei
Catacraerus kolbei är en skalbaggsart som beskrevs av Heinrich Bickhardt 1920. Catacraerus kolbei ingår i släktet Catacraerus och familjen stumpbaggar. Inga underarter finns listade i Catalogue of Life.